# Rhabdoptera striatipennis
Rhabdoptera striatipennis är en tvåvingeart som först beskrevs av Stein 1911.  Rhabdoptera striatipennis ingår i släktet Rhabdoptera och familjen husflugor.
Artens utbredningsområde är Peru. Inga underarter finns listade i Catalogue of Life.